# Lanzenried (Markt Indersdorf)
Lanzenried ist ein Ortsteil des Marktes Markt Indersdorf, der circa 47 Kilometer nordwestlich von München im oberbayerischen Landkreis Dachau liegt.

## Geschichte
Die Einöde „Lanzenried“ (Rodung des Lanz) wurde erstmals 1461 erwähnt, als der Münchner Bürger Hanns Wilbrecht seinen hiesigen Hof dem Engelbrechtsmüller von Indersdorf verkaufte, den dieser 1487 dem Kloster Indersdorf übergab, zu dem er mit einem weiteren Anwesen bis zur Klosteraufhebung 1803 gehörte. 1783 fiel das Wohngebäude einem Brand zum Opfer. 1819 wurde der Hof geteilt. Heute besteht der Ort aus vier Wohngebäuden und der evangelischen Kirche. (Quelle: evangelischer Gemeindebrief)

## Hirschler-Anwesen
1820 kaufte der Mennonit Jakob Haury vom Froschauerhof in der Rheinpfalz das halbe Anwesen. Er war der ersten, der auf dem Mennonitenfriedhof zu Eichstock begraben wurde (1841). 1854 erwarb der Mennonit Christian Hirschler aus Quirnheim in der Rheinpfalz dieses Gut.   Sein Enkel Christian Hirschler (1887–1964) wurde Bürgermeister von Ainhofen (1941–1945).

## Walter-Anwesen
Der Protestant Daniel Walter aus Langensulzbach (Langensoultzbach) im Elsass kaufte 1820 die zweite Hälfte des Anwesens. 1836 wurden Grundstücke für Kirche, Schule, Friedhof und Garten als Schenkung abgetrennt.

## Kirche und Schule
Der erste Unterricht für die Kinder der zugezogenen Protestanten wurde auf dem Hammerhof (Stachusried) und dem Tafelhof (Tafern) von Korporal Lörsch gehalten. 1836 begann der Unterricht im neu errichteten Gebäude in Lanzenried. Ursprünglich war es nur als Schule geplant, wurde aber kurzentschlossen um ein weiteres Stockwerk erweitert in welchem die protestantischen Gottesdienste stattfinden konnten.

## Gemeindegebietsreform
Bis zur Neugliederung der bayerischen Gemeinden war Lanzenried ein Ortsteil der Gemeinde Ainhofen. Am 1. Januar 1972 wurde Ainhofen der Gemeinde Markt Indersdorf zugeteilt.